# Kazimierz Pilch
Kazimierz Pilch (ur. 1928 w Bielczy, zm. 2012) – historyk pasjonat, autor trzech książek poświęconych miejscowości Bielczy oraz jej okolic. Za działalność partyzancką w Armii Krajowej spędził blisko rok w komunistycznym więzieniu.
Podczas wojny rozpoczął działalność partyzancką w Armii Krajowej. W kwietniu 1946 roku został przez Powiatowy Urząd Bezpieczeństwa Publicznego w Brzesku aresztowany, przesłuchiwany, torturowany, postrzelony. Zwolniony z więzienia w marcu 1947 roku na mocy amnestii. Działalność oddziału Armii Krajowej szczególnie na terenie Bielczy, Warysia, Borzęcina, Radłowa i Szczepanowa, ale także innych miejscowościach powiatu brzeskiego i tarnowskiego, opisał w wydanej w 2000 roku książce pt. „Wspomnienia Niepokornych z Janiny”.
Po przejściu na emeryturę na początku lat 90. rozpoczął zbieranie informacji dotyczących rodzinnej miejscowości Bielczy z myślą opracowania monografii Bielczy. W trakcie poszukiwań w kancelarii Szkoły Podstawowej w Bielczy oraz licznych archiwach napotkał na tyle materiałów dotyczących początków nauczania w Bielczy i funkcjonowania Szkoły w Bielczy, że w roku 1999 wydał kolejną pozycję książkową pt. „Szkoła w Bielczy”. Książka ta, oprócz historii bieleckiej szkoły od czasów jej powstania do dziś, zawiera informacje dotyczące nauczania w sąsiednich miejscowościach, szczególnie gminy Borzęcin i byłego powiatu brzeskiego. Stanowi cenne źródło informacji w realizacji edukacji regionalnej.
Kilkunastoletni wysiłek związany ze zbieraniem materiałów o wsi Bielcza został zwieńczony wydaniem w grudniu 2007 roku ponad 500-stronicowego opracowania historyczno-etnograficznego „Bielcza Wieś Galicyjska”. Przez kilkadziesiąt lat aż do śmierci Kazimierz Pilch mieszkał w Cieszanowie w województwie podkarpackim. Był bratem profesora Tadeusza Pilcha.

## Książki autora
1. 1999 r. – "Szkoła w Bielczy"
2. 2000 r. – "Wspomnienia Niepokornych z Janiny"
3. 2007 r. – "Bielcza wieś galicyjska"